# Arbolada (California)
Arbolada es un área no incorporada ubicada en el condado de Ventura en el estado estadounidense de California.

## Geografía
Arbolada se encuentra ubicada en las coordenadas 34°26′59″N 119°15′29″O / 34.44972, -119.25806.